# Condições de coordenadas
Em relatividade geral, as leis da física pode ser expressa numa forma geralmente covariante. Em outras palavras, a descrição do mundo como dada pelas leis da física não depende de nossa escolha de sistemas de coordenadas. No entanto, é muitas vezes útil fixar-se mediante um sistema de coordenadas específico, a fim de resolver os problemas existentes e fazer previsões reais. Uma ‘’’condição de coordenadas’’’ seleciona tal sistema(s) de coordenadas.

## Indeterminação na relatividade geral
As equações de campo de Einstein não determinam a métrica exclusivamente, mesmo quando se sabe o que o tensor métrico é igual em todos os lugares em um momento inicial. Esta situação é análoga ao fracasso das equações de Maxwell em determinar os potenciais de forma única. Em ambos os casos, a ambiguidade pode ser removido por fixação de gauge. Assim, coordenar as condições são um tipo de condição gauge. Coordenar a condição é geralmente covariante, mas muitas condições de coordenadas são covariantes de Lorentz ou rotativamente covariantes.